# Jaivoronkî, Sakî
Jaivoronkî (în ucraineană Жайворонки) este un sat în comuna Ivanivka din raionul Sakî, Republica Autonomă Crimeea, Ucraina.

## Demografie
Componența lingvistică a localității Jaivoronkî
     Rusă (60,56%)
     Tătară crimeeană (35,21%)
     Ucraineană (2,82%)
     Belarusă (1,41%)
Conform recensământului din 2001, majoritatea populației localității Jaivoronkî era vorbitoare de rusă (60,56%), existând în minoritate și vorbitori de tătară crimeeană (35,21%), ucraineană (2,82%) și belarusă (1,41%).